# Lubumbashi (cours d'eau)
La Lubumbashi est une rivière du Haut-Katanga dans la république démocratique du Congo et un affluent de la rivière Kafubu. 

## Géographie
La Lubumbashi prend source au nord-ouest de la ville de Lubumbashi.
Elle traverse l’ouest du territoire de Kipushi et la ville de Lubumbashi où elle se jette dans la Kafubu.